# 전주전파관리소
전주전파관리소(全州電波管理所)는 전북특별자치도의 무선국의 감시 및 혼신조사 등에 관한 사무를 분장하는 중앙전파관리소의 소속기관이다. 1996년 2월 22일 발족하였으며, 전북특별자치도 완주군 봉동읍 둔산3로 114에 위치하고 있다. 소장은 서기관 또는 기술서기관으로 보하되, 임기제공무원으로 보할 수 있다.

## 연혁
- 1996년 2월 22일: 중앙전파관리소 소속으로 전주분소 설치.[2]
- 1999년 12월 16일: 청사 신축 이전.
- 2006년 12월 29일: 전주전파관리소로 개편.[3]

## 조직

### 소장
- 운영지원과[4]
- 방송통신서비스과[4]
- 전파이용안전과[4]
- 무선국업무과[4]
- 이용자보호과[4]